# 篠山口鉄道部
篠山口鉄道部（ささやまぐちてつどうぶ）とは、兵庫県篠山市（現丹波篠山市）の篠山口駅構内にあった西日本旅客鉄道（JR西日本）の鉄道部の一つであり、福知山支社の管轄。

## 管轄路線
- 福知山線：新三田駅（構内を除く） - 福知山駅（構内を除く）間[1]
  - 新三田駅は大阪支社の直轄、福知山駅は福知山支社の直轄

## 歴史
- 1992年（平成4年）4月1日：鉄道部制度に伴い、第3次鉄道部として発足[2]。
- 2009年（平成21年）6月1日：乗務員部門を篠山口列車区（新設）に分離、その他を福知山支社直轄に変更し、廃止。

## 乗務員乗務線区
- 福知山線：全線
- JR東西線：全線
- 片町線：京橋駅 - 放出駅間（運転士のみ）